# Golfe d'Aqaba
Pour les articles homonymes, voir Aqaba (homonymie).
Le golfe d'Aqaba (en arabe: Khalij al Aqaba خليج العقبة) ou golfe d'Eilat (en hébreu : Mifratz Eilat מפרץ אילת), est un golfe situé à l'est du Sinaï et  communiquant avec la mer Rouge par le détroit de Tiran.

## Géographie
L'Organisation Hydrographique Internationale détermine les limites du golfe d'Aqaba de la façon suivante  :
- Au sud: Une ligne allant depuis le Ra’s al Qasbah (Ras al Fasma 28° 01′ 27″ N, 34° 37′ 28″ E) en direction du sud-ouest jusqu’à l’île du Requin (Jazīrāt Requin 27° 58′ 06″ N, 34° 35′ 27″ E), puis à travers l’île de Tiran (Jazīrat Tīrān) jusqu’à sa pointe sud-ouest (27° 54′ 41″ N, 34° 33′ 17″ E) et de là vers l’ouest sur le parallèle 27°54’41" de latitude nord jusqu’à la côte de la péninsule du Sinaï.

Situé au nord-nord-ouest de la mer Rouge et à l'est de la péninsule du Sinaï, le golfe est bordé à l'est par la péninsule d'Arabie. Israël, la Jordanie, l'Égypte et l'Arabie saoudite en sont les États riverains. Le golfe ne possède pas d'îles, les îles du Requin et de Tiran se situant en mer Rouge.
Le golfe d'Aqaba s'étire sur 188 km en direction du nord-nord-est jusqu'à Eilat, en Israël. Il atteint la profondeur de 1 850 mètres, et mesure 26,7 km à sa plus grande largeur.
Le golfe d'Aqaba, comme l'ensemble des eaux côtières de sa voisine la mer Rouge, est un des premiers sites du monde pour la plongée sous-marine. Le secteur est particulièrement riche en corail et en biodiversité marine et contient un certain nombre d'épaves sous-marines, résultant de quelques naufrages accidentels mais aussi de navires coulés délibérément pour fournir un habitat aux organismes marins et soutenir l'industrie du tourisme.

## Les villes côtières

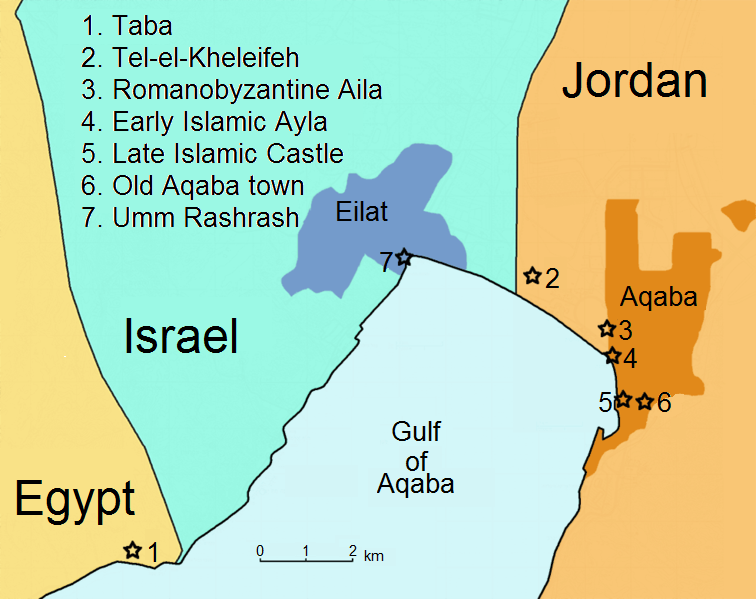
Villes et frontières au nord du golfe

L'extrémité nord du golfe est entouré par trois villes : Taba en Égypte, Eilat en Israël et Aqaba en Jordanie. Toutes les trois servent tant comme des ports commerciaux stratégiquement importants que comme des destinations de vacances populaires pour des touristes cherchant le climat chaud de la région. Plus au sud, Haql (en) est la plus grande ville saoudienne sur le golfe. Dans le Sinaï, Dahab est un centre majeur.
La plus grande agglomération du golfe d'Aqaba est Aqaba, avec une population de 108 000 habitants (2009), suivi par Eilat avec 48 000 habitants (2009).
Sur le golfe même d'Aqaba se trouvent les agglomérations de Alaqan, Al Bad, Maqna, Ash Shaykh Humayd, qui dépendent de la province de Tabuk, mais aussi Haql et Al Humaysah qui relèvent de la province d'Al Jawf.

## Géologie
Le golfe d'Aqaba est un des deux golfes créés par la péninsule du Sinaï sur la mer Rouge, le golfe de Suez étant situé à l'ouest. Géologiquement, le golfe d'Aqaba est une partie intégrante de la vallée du Grand Rift qui court de l'Afrique orientale à la mer Rouge et au nord vers la mer Morte.
Un projet existe, le canal de la mer Morte, qui permettrait de réapprovisionner la mer Morte en eau. Une des options est que l'eau serait acheminée depuis le golfe d'Aqaba.

## Histoire
Le commerce à travers la mer Rouge et entre les ports du golfe d'Aqaba est documenté dès la IVe dynastie d'Égypte. Les expéditions traversant la mer Rouge vers le pays de Pount sont mentionnées pendant les Ve, VIe, XIe, XIIe et XVIIIe dynastie quand Hatchepsout a construit une flotte pour soutenir les routes commerciales vers le sud.
On y a longtemps pratiqué le commerce de l'encens, de la myrrhe, du bitume, du natron, du pétrole, du lin et des amulettes de cuivre pour la momification à Karnak.
Des implantations égyptiennes près de Timnah au bout du golfe d'Aqaba datent de la XVIIIe dynastie.
Pendant la Première Guerre mondiale, la bataille d'Aqaba a mis fin à cinq cents ans de présence ottomane et de la Syrie.

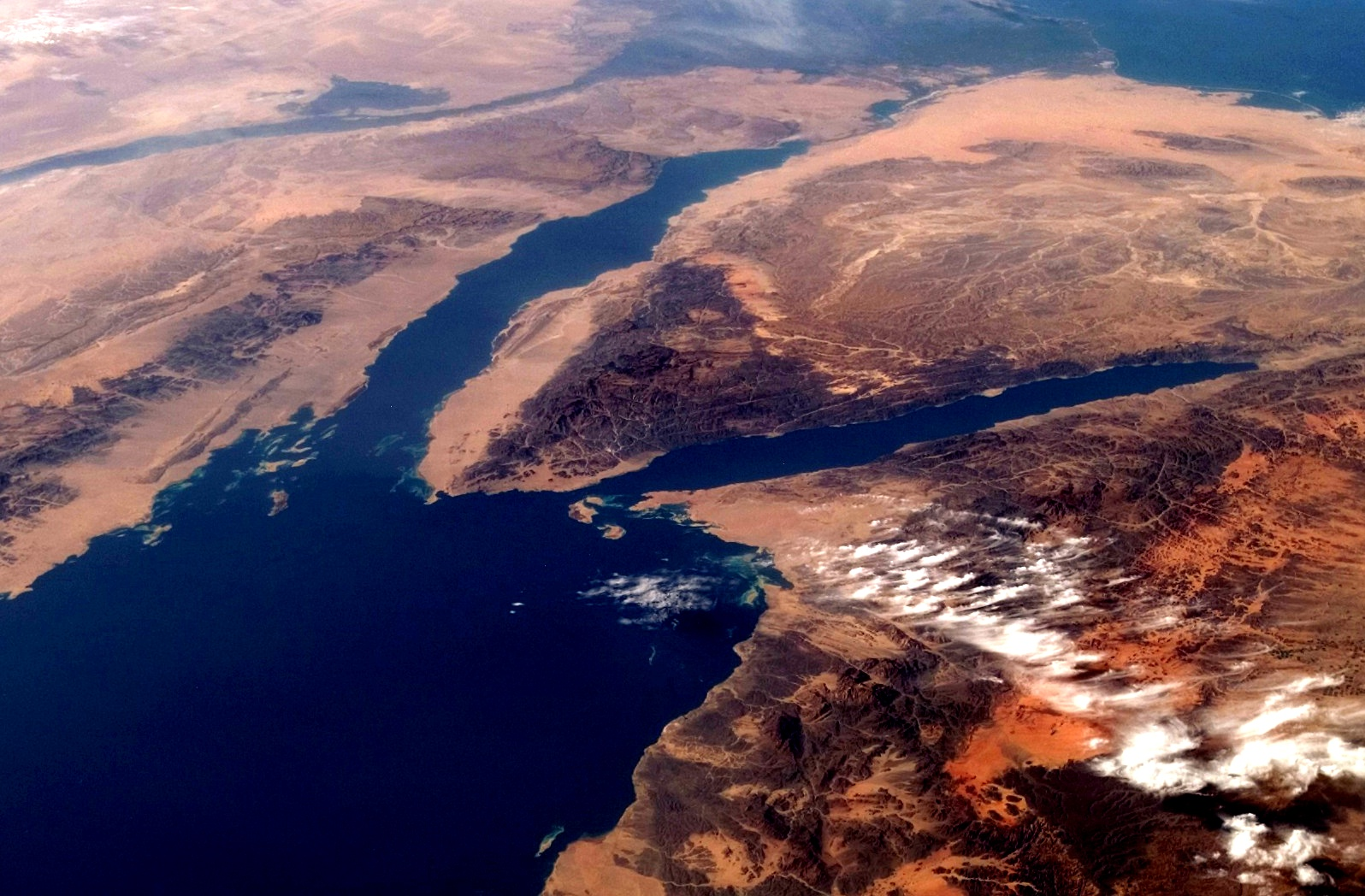
Image satellitaire avec la mer Rouge (en bas à gauche) et le golfe d'Aqaba (à droite)

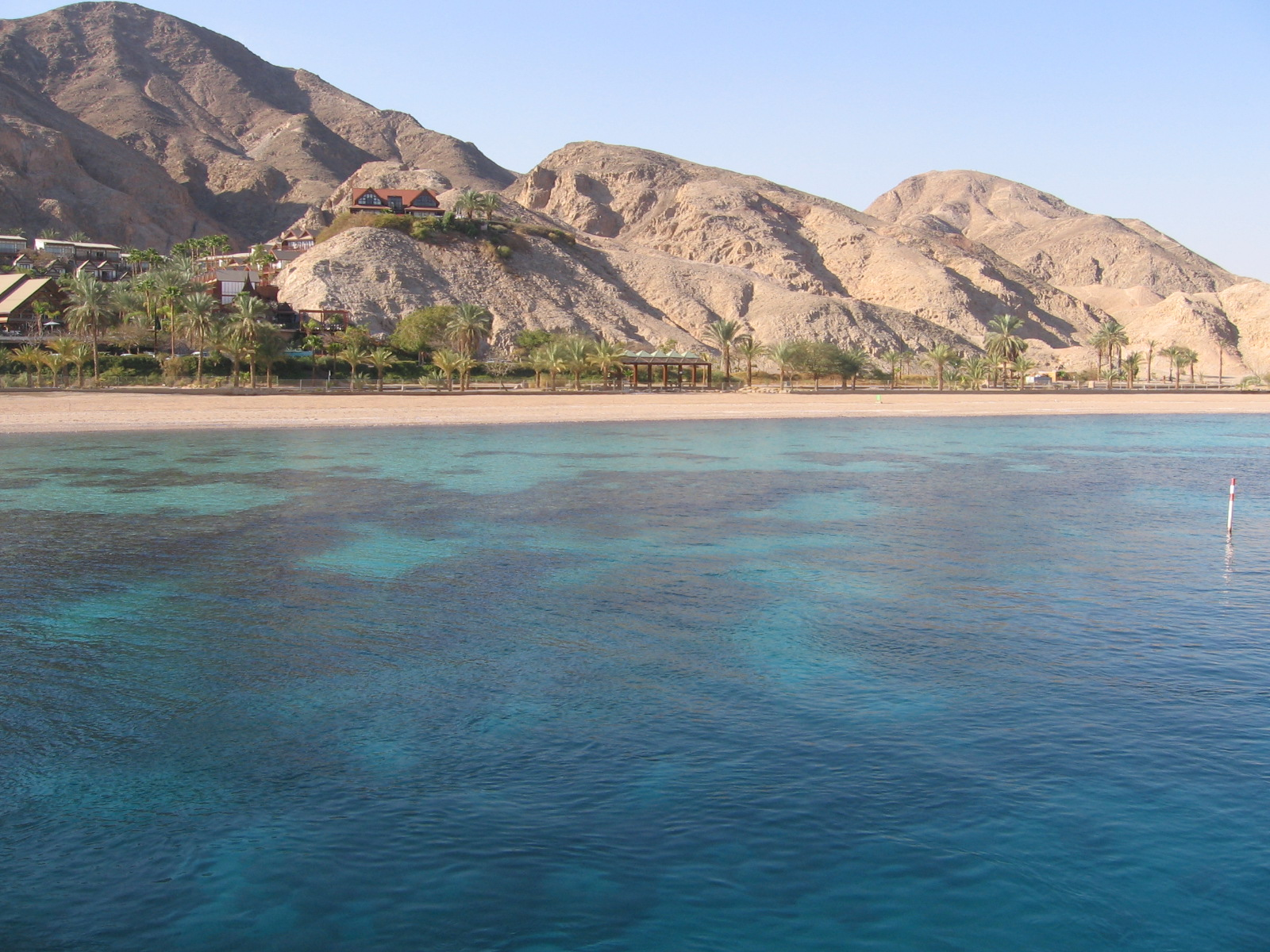
Golfe d'Eilat